# Argentína világörökségi helyszínei
Argentína területéről eddig tizenkét helyszín került fel a világörökségi listára, nyolc helyszín a javaslati listán várakozik a felvételre. 
| | Los Glaciares Nemzeti Park |
| Felvétel: 1981 |                            |
| Természeti (VII)(VIII) |                            |
| Hivatkozás: 145, védett terület: 726 927 ha |                            |
| A látványos hegyekkel, gleccserekkel, jeges tavakkal borított nemzeti park az Andok szívében a chilei határ közelében terül el. 13 gleccsere csak egy része a nagy kiterjedésű patagóniai jégmezőnek, amely az Antarktiszt leszámítva a világ legnagyobb összefüggő jégtömege. A jégmezőn összesen 47 nagyobb gleccser található, míg további 200 a fő jégtáblától függetlenül helyezkedik el. A nemzeti park legmagasabb hegye a 3375 méter magas Monte Fitz Roy a terület északi részén magasodik nem messze a szintén több mint 3000 méteres Cerro Torrétól. Látványos gránitcsúcsaik kőtüskékhez hasonlóak. Két legfontosabb tava az Argentino és a Viedma, főleg a 160 kilométer hosszú Argentino-tó, amelybe három gleccser jégtömbjei zúdulnak. Ezek közül legnagyobb a Perito Moreno-gleccser, amely 60 méter magasan tornyosul a tó vízszintje fölé. A park állatvilága főleg madarakból áll, az itt élő mintegy száz faj között feketenyakú hattyúk, kacsák, ludak, flamingók, kondorkeselyűk és Darwin-nanduk találhatók. |                            |

| | Jezsuita missziók a guaraniknál |
| Argentína és Brazília közös világörökségi helyszíne |                                 |
| Felvétel: 1983, kiterjesztés: 1984 |                                 |
| Kulturális (IV) |                                 |
| Hivatkozás: 275 |                                 |
| A helyszínhez öt, a 17. és a 18. században épített jezsuita misszió maradványai tartoznak Brazília Paraná szövetségi államában (Saõ Miguel das Missiõnes) és Argentína Misiones tartományában (San Ignacio Mini, Santa Ana, Nuestra Señora de Loreto, Santa Maria la Mayor). A romok trópusi erdőkben találhatók és kisebb eltérésekkel ugyanazt a mintát követik. Minden misszióhoz tartozott egy templom, egy plébánia, egy kórház, valamint lakóházak és raktárak. A szabályos rendben elhelyezett épületek egy központi teret vettek körül. A bennszülöttek és a hittérítők együtt dolgoztak, hatékony munkamódszereiknek köszönhetően a települések nagyrészt önellátóak voltak. A telepek célja a helyi lakosság megtérítése és vallásos nevelése volt, de ezzel egy időben védelmet is nyújtottak az itt élőknek a rabszolga kereskedők és a környélbeli földbirtokosok ellen. A telepek a jezsuiták 1767-1768-as kiűzése után (amikor egész Dél-Amerikát el kellett hagyniuk) gyorsan elnéptelenedtek, a romok nagy részét benőtte a vegetáció, csak a San Igancio Mini telepet állították részlegesen helyre. |                                 |

| | Iguazú Nemzeti Park |
| Felvétel: 1984 |                     |
| Természeti (VII)(X) |                     |
| Hivatkozás: 303, védett terület: 55 000 ha |                     |
| Az Iguazú-vízesés Argentína és Brazília határán található és a világ legnagyobb vízesései közé tartozik. A folyó itt egy bazaltperemhez ér és több mint 270 kisebb zúgóra és vízesésre bomlik, majd körülbelül 80 métert zuhan. A határ mindkét oldalán nemzeti parkot hoztak létre, a világörökségi helyszínhez a folyó mellett Argentína északkeleti, Misiones tartományában fekvő természetvédelmi terület tartozik. Északi határa a folyó, amely egyben a brazíliai védett terület déli határa is. Az 550 négyzetkilométeres nemzeti parkot 1934-ben alapították. A park szubtrópusi esőerdeje gazdag liánokban és kúszónövényekben. Bár fajgazdagsága kisebb mint Brazília és Paraguay erdeinek, így is változatos állat- és növényvilága van. A területen eddig több mint 2000 edényes növényfajt és körülbelül mint 400 madárfajt írtak le. Ez az ország madárfajainak több mint a fele. Nagy számban fordulnak elő hüllők és kétéltűek, valamint olyan ritka állatok is mint a tapír, a hangyász, az ormányos medve, a jaguár, az ocelot és a bőgőmajom. |                     |

| | Cueva de las Manos |
| Felvétel: 1999 |                    |
| Kulturális (III) |                    |
| Hivatkozás: 936, védett terület: 600 ha |                    |
| A 24 méter hosszú és 10 méter magas barlangban talált rajzok három különböző időszakban i. e. 8000 és i. sz. 1000 között keletkeztek. A Cueva de las Manos (Kezek barlangja) nevét a rajzok között gyakran feltűnő körbefestett emberi kéz negatívjáról kapta. Alkotóik patagóniai vadászó-gyűjtögető népek lehettek. A képeket természetes ásványi festékanyagok például vas-oxid, kaolin segítségével festették a falra. A festmények egy része egymásra helyezett bal kezek többszínű lenyomata, ezen kívül legtöbbször vadászatokat ábrázoltak. A vadászokat egyesével vagy csoportban jelenítették meg, a képek többféle vadászati stratégiát mutatnak be. Az állatokat bekerítették, csapdákba hajszolták, kövekkel és különböző dobófegyverekkel támadták meg. A festmények Dél-Amerika egyik legkorábbi társadalmának összetett, fejlett kultúrájának emlékei. |                    |

| | Valdés-félsziget |
| Felvétel: 1999 |                  |
| Természeti (X) |                  |
| Hivatkozás: 937, védett terület: 360 000 ha |                  |
| Az argentínai Chubut tartományban található Valdés-félsziget partjainál védett tengeri emlősök jelentős egyedszámú populációi élnek. A félszigetet egy átlagosan tizenegy kilométer széles földszoros köti össze a szárazfölddel. Partja több helyen meredeken emelkedve száz méter magas sziklafalakat alkot. A félsziget közelében szaporodik a vadászat miatt a kihalás szélére sodródott déli simabálna, amelynek egy csoportja az év nagy részét itt tölti. A félsziget északi részén egy hatalmas déli elefántfóka-kolónia él, a déli rész oroszlánfókák szaporodóhelye. A fókákra kardszárnyú delfinek vadásznak, egyedi vadásztechnikájuk alkalmazkodik a tengerpart adottságaihoz. A félsziget madárvilága is jelentős, eddig 181 madárfajt azonosítottak. A szárazföldi emlősök között megtalálhatók a guanakók (egy dél-amerikai teveféle), valamint rágcsálók és rókák. |                  |

| | Ischigualasto és Talampaya Nemzeti Park |
| Felvétel: 2000 |                                         |
| Természeti (VIII) |                                         |
| Hivatkozás: 966, védett terület: 275 369 ha |                                         |
| A chilei határ közelében a két szomszédos nemzeti parkban található a világ legteljesebb triász kori rétegzett fosszílialemeze. Az Ischigualasto_Villa Union néven ismert üledékes medencét folyók, tavak, mocsarak lerakódásai hozták létre. A paleontológusok már 1930-ban felfigyeltek a lelőhelyre, de a szisztematikus kutatások csak az 1950-es években kezdődtek meg. Az erózió sziklákat, oszlopokat és vékony obeliszkeket hozott létre, a park további érdekes földrajzi formái a tómedrek, a mocsarak és a szurdokvölgyek. Az üledékrétegekben ősállatok és növények megkövesedett maradványaira bukkantak, segítségükkel rekonstruálható a térség szinte teljes fejlődéstörténete a triász földtörténeti korig visszamenőleg. Nyomon követhető a gerincesek fejlődése és környezetük változása is. Eddig 56 gerinces nemzetség egyedeit találták meg az üledékrétegekben, köztük halakat, kétéltűeket és többféle hüllőt. A növények közül több mint száz növényfaj maradványait tárták fel, egy részüket meredek sziklafalakon. A környék további jelentős emlékei a prekolumbián korból származó sziklarajzok. |                                         |

| | Córdoba jezsuita épületei és birtokai |
| 2000 |                                       |
| Kulturális (II)(IV) |                                       |
| Védett terület: 38,12 ha, hivatkozás: 995 |                                       |
| Az Argentína északnyugati részén fekvő Córdobában álló jezsuita épületegyüttes a hozzá tartozó földbirtokokkal a rend dél-amerikai missziós tevékenységének központja volt. A jezsuita telep része volt a masszív, két zömök toronnyal ellátott boltozatos Jézus Társasága-templom, az egyetem (Collegio Maximo) a kollégium, valamint öt, a városon kívül elhelyezkedő úgynevezett estancia (földbirtok). Ezek a 17. század első felében létrejött földbirtokok a paraguayi jezsuita rendtartományhoz tartoztak. Az egyetem ma is látható központi tere eredetileg egy botanikus kert volt. A bennszülötteknek a földeken vagy a birtokokhoz tartozó műhelyekben kellett dolgozniuk. Ez bizonyos fokú gazdasági függetlenséget biztosított a számukra, de egyben a keresztény közösséghez is kötötte őket. A jezsuiták kiűzése után (1767-68) a földbirtokok magánkézbe kerültek. |                                       |

| | Quebrada de Humahuaca |
| Felvétel: 2003 |                       |
| Kulturális (II)(IV)(V) |                       |
| Hivatkozás: 1116, védett terület: 172 116 ha, pufferzóna: 369 648 ha |                       |
| Quebrada de Humahuaca, a Rio Grande egyik völgye összeköti az Andok hegyvonulatait az alföldekkel. A nagy kiterjedésű völgy már i. e. 9000 körül lakott volt amikor vadászó-gyűjtögető csoportok népesítették be. Az elmúlt tízezer évben fontos kereskedelmi útvonal volt, az inka úthálózat egyik szakasza is keresztülmegy rajta. A kori földművelő kultúrák közül eddig tizenkettőt azonosítottak, ezek i. e. 1000 és i. sz. 400 közé datálhatók. A völgy jellegzetességei a kőfalakkal megtámasztott termőföldet tartalmazó nagy területeken fennmaradt teraszok, amelyeket jelenleg is használnak. A prekolumbián időkben húsz erődített várost is emeltek a környéken. A 16. századtól a spanyol hódítók saját falvaikat, városaikat és templomaikat építették fel a völgyben. A terület a függetlenségi harcok egyik fontos helyszíne volt, fekvése miatt egyike a legjelentősebb hadi útvonalaknak. A térséget hosszú történelme során sokféle kulturális hatás érte aminek következtében a mai napig ható sajátos kulturális hagyományok alakultak ki. |                       |

| | Qhapac Ñan - inka úthálózat |
| Argentína, Bolívia, Chile, Ecuador, Kolumbia és Peru közös világörökségi helyszíne |                             |
| Felvétel: 2014 |                             |
| Kulturális (II)(III)(IV)(VI) |                             |
| Hivatkozás: 1459, védett terület: 11 407 ha, pufferzóna: 663 070 ha |                             |
| Az Andoki útrendszer hat ország, Argentína, Bolívia, Chile, Ecuador, Kolumbia és Peru közös világörökségi helyszíne. Ez egy kiterjedt, kommunikációs, kereskedelmi és védelmi célokra létrehozott, összességében több mint 30 ezer kilométer hosszú úthálózat. A prehispán közösségek által több évszázadon keresztül létrehozott útrendszer az Inka Birodalom hatalmának megszilárdításakor, a 15. században érte el legnagyobb kiterjedését. Ekkor keresztbe és hosszába is behálózta az Andok vidékét. Az úthálózat négy főúton alapul, amelyek Cuzcoból, az Inka Birodalom fővárosából indultak ki. A négy főutat alacsonyabb rendű utak alrendszerével kapcsolták egymáshoz. Az útrendszer a birodalom számára létfontosságú volt, egymástól nagy távolságra fekvő falvakat, városokat, vallási központokat és ipari tevékenységet folytató helyeket kötött össze. Az út egy 616 kilométeres szakaszán található 308 régészeti lelőhelyen az inka építészet és mérnöki teljesítmény kiemelkedő példáit tárták fel. Az útvonal egyes részeire szélsőséges körülmények jellemzők, ezek hóval borított, 6000 méter fölötti hegyvidékek, sivatagos területek, trópusi esőerdők, így az útrendszer kialakításához a kor legmagasabb szintű mérnöki teljesítményére volt szükség. |                             |

| | Le Corbusier építészeti munkái |
| Argentína, Belgium, Franciaország, Németország, India, Japán és Svájc közös világörökségi helyszíne |                                |
| Felvétel: 2016 |                                |
| Kulturális (I)(II)(VI) |                                |
| Hivatkozás: 1321, védett terület: 99 ha, pufferzóna: 1410 ha |                                |
| A világörökségi helyszínhez Le Corbusier 17 épülete tartozik, amelyek hét országban, Argentínában, Belgiumban, Franciaországban, Németországban, Indiában, Japánban és Svájcban találhatók. A kiválasztott épületeket új elgondolások alapján emelték, komoly hatást gyakoroltak távolabbi környezetük építészetére is és globálisan terjesztették a modern mozgalom eszméit. Az 1910-es és az 1960-as évek között épültek, modernizálták az építési technikákat és alkalmazkodtak a 20. századi igényekhez. Néhány épület nem sokkal elkészülése után világhírnévre tett szert, köztük a Villa Savoye a mozgalom egyik jelképe, a Unité d’Habitation a modern lakóházak prototípusa, és a ronchampi Magasságos Miasszonyunk-kápolna az egyházi építészet forradalmi megközelítése miatt. |                                |

| | Los Alerces Nemzeti Park |
| Felvétel: 2017 |                          |
| Természeti (VII)(X) |                          |
| Hivatkozás: 1526, védett terület: 188 379 ha, pufferzóna: 207 313 ha |                          |
| A Los Alerces Nemzeti Park Észak-Patagóniában terül el az Andokban, nyugati határa Chile államhatárát követi. A tájat egymást követő eljegesedések alakították mai formájára, jellegzetes elemei a morénák, a gleccserek és a tiszta vizű hegyi tavak. Az növényzet túlnyomó többsége mérsékelt égövi erdő, amit a tengerszint feletti magasság növekedésével magashegyi rétek váltanak fel egészen a hegycsúcsokig. A terület jelenlegi állapotban való megőrzése rendkívül fontos az összefüggő patagóniai erdők miatt. Az erdőterületek gyakorlatilag érintetlenek és számos endemikus valamint veszélyeztetett növény- és állatfajnak nyújtanak menedéket. A parkban területén 11 őshonos, védett emlős él. Közülük veszélyeztetett a kodkod, a déli törpeszarvas és a chilei villásszarvas, valamint a déli vidra, amely az újabb kutatások szerint már el is tűnt a területről. A megfigyelt 112 madárfajból öt fészkel a területen. Különösen értékes a vándorsólyom, az araukana galamb, az andoki kondor és a zuhatagi réce. Az Arrayanes folyó térségében előfordulnak piszecsőrű ludak és jégmadárfélék is, bizonyos erdőkben pedig a Magellán-harkály és a vörösbegyű tapakúló. Az endemikus békafaj, a Batrachyla fitzroya csak a Menéndez-tóban él, emellett megtalálható még a parkban a Batrachyla antartandica, a Batrachyla taeniata és a Hylorina sylvatica béka is. |                          |

| | ESMA múzeum és emlékhely |
| Felvétel: 2023 |                          |
| Kulturális (VI) |                          |
| Védett terület: 0,907 ha, puffer zóna: 16,77 ha, hivatkozás: 1681 |                          |
| A Buenos Aires-i egykori haditengerészeti iskola épületében lévő ESMA múzeum és emlékhely az 1976 és 1983 közötti katonai diktatúra alatt a haditengerészet legfontosabb titkos börtöne volt. A katonai rezsimmel szembeni fegyveres és erőszakmentes ellenzék megsemmisítésére kidolgozott stratégia alapján a haditengerészet tisztjei és alárendeltjei több mint ötezer személyt raboltak el, tartóztattak le és tartottak fogva az épületben, sokukat megkínoztak, megöltek. Az épület 1998 óta bírósági bizonyítékként védelem alatt áll, a haditengerészet 2004-ben hagyta el de 2014-ig csak állagmegóvási munkákat végeztek rajta. A múzeumot és emlékhelyet 2014 és 2015 között alakították ki a munkálatok alatt mindvégig kiemelt figyelmet fordítottak arra, hogy a bizonyítékként, valamint az események rekonstruálására irányuló kutatások számára továbbra is használható legyen. |                          |

## Javasolt helyszínek
| Megnevezés                                                                      | Kép | Leírás     | Típus                | Év   |      |
| ------------------------------------------------------------------------------- | --- | ---------- | -------------------- | ---- | ---- |
| Munkások gyűléstermei Argentína és Ausztrália közös jelölése                    |     | Kulturális | III, IV, VI          | 2023 | 6696 |
| Cueva de las Manos és a Pinturas folyó völgyének kapcsolódó helyszínei          |     | Kulturális | III                  | 2018 | 6297 |
| Tigre város és evezősklubjai                                                    |     | kulturális | II, III              | 2017 | 6288 |
| Moisés Ville                                                                    |     | Kulturális | II, III, VI          | 2015 | 6066 |
| Pehuén co geológiai, paleontológiai és régészeti rezervátum, Monte Hermoso      |     | Vegyes     | III, V, VI, VIII, IX | 2014 | 5851 |
| A La Payunia Természetvédelmi Terület, a Llancanelo vulkánmező és a Payún Matrú |     | Természeti | VII, VIII            | 2011 | 5615 |
| Sierra de las Quijadas Nemzeti Park                                             |     | Természeti | VII, VIII, IX        | 2005 | 2021 |
| Calchaquí-völgy                                                                 |     | kulturális | II, III, IV, V, VI   | 2001 | 1582 |